# Schloss Assier

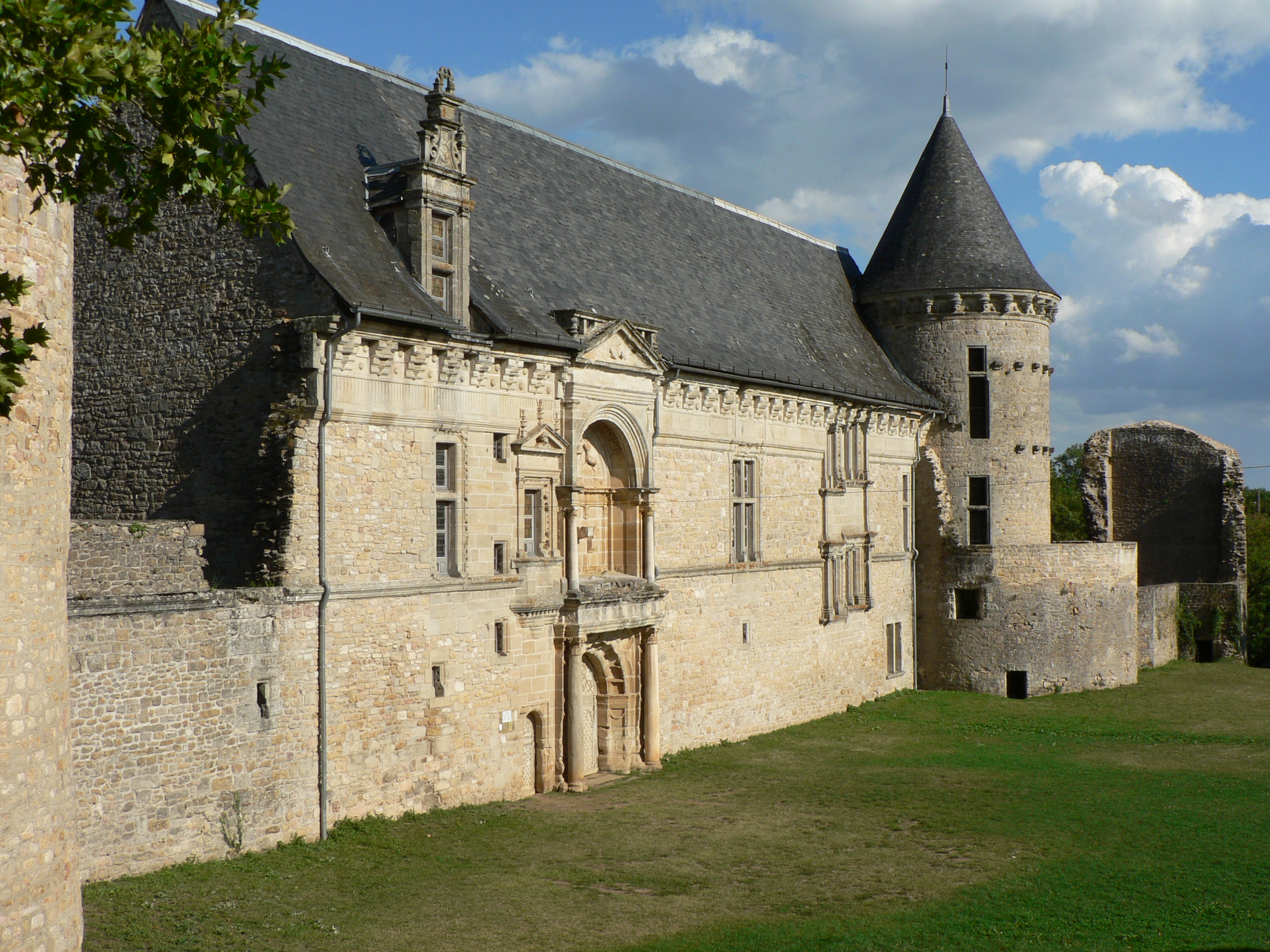
Erhaltener Westflügel des Schlosses Assier

Kolorierte Zeichnung des Schlosses von etwa 1680

Das Schloss Assier (französisch Château d’Assier) ist eine französische Schlossruine im Département Lot im Norden der Region Okzitanien. Sie liegt im Ort Assier in der Kulturlandschaft des Quercy.
Bis 1535 durch Jacques Ricard de Gourdon de Genouillac, genannt Galiot de Genouillac, errichtet, war das Schloss eines der Meisterwerke der frühen französischen Renaissance und zugleich der wichtigste Renaissancebau im Quercy. Brantôme nannte es das prächtigste und bestausgestattete Haus Frankreichs (la plus superbe maison […] la mieux meublée […] de France) Das Bauwerk befindet sich seit 1934 im Eigentum des französischen Staats und ist seit dem 2. September 1901 als Monument historique klassifiziert.
Im einzig erhaltenen Schlossflügel ist heute ein kleines Museum untergebracht, das in der Zeit von September bis Juni täglich außer dienstags sowie im Juli und August an jedem Tag der Woche entgeltlich besichtigt werden kann. Im Schlosshof finden zudem manchmal Kunstausstellungen oder Musikveranstaltungen statt.

## Geschichte

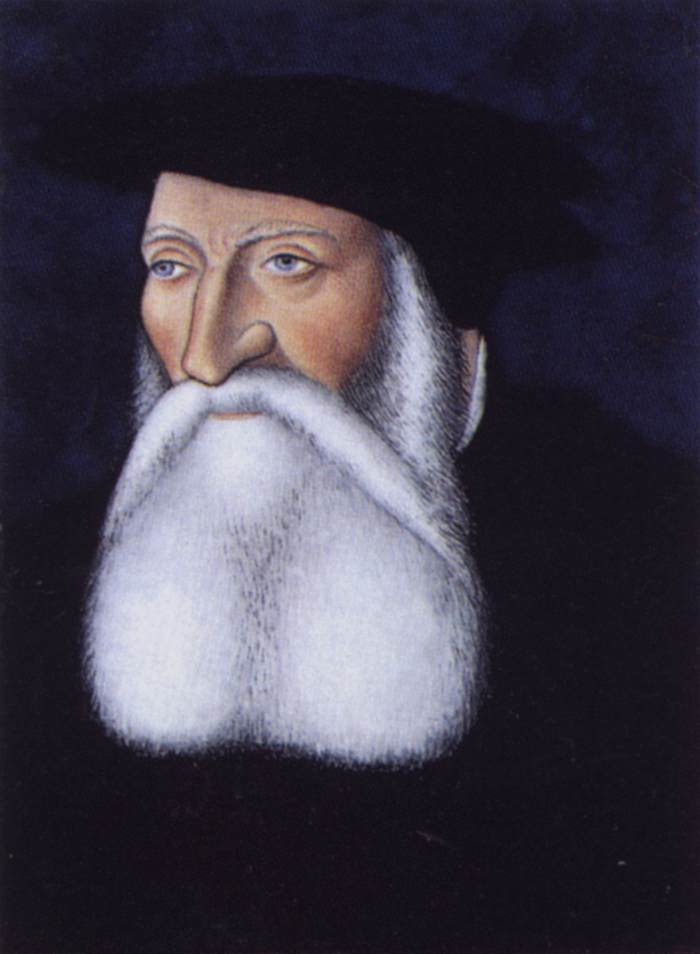
Bauherr Galiot de Genouillac

Assier war in der ersten Hälfte des 15. Jahrhunderts im Besitz der Familie de Bosc (auch Bosq). Durch Heirat der Erbtochter Catherine mit dem aus niederem Adel stammenden Jean de Genouillac kam Assier 1469 an dessen Familie. Catherines Sohn Jacques machte am französischen Königshof eine steile Karriere und avanciert zu einem der höchsten Würdenträger Frankreichs. Er war ein Favorit Karls VIII. und bekleidete unter ihm den Posten des Großstallmeisters des Dauphins (französisch grand écuyer du Dauphin). Von seinem Onkel väterlicherseits erbte er 1512 während der Regierung Ludwigs XII. das Amt des Königlichen Großmeisters der Artillerie französisch maître d’artillérie du roi, das er auch unter Franz I. innehatte. Dieser ernannte ihn 1517 außerdem zum Seneschall des Quercy, ehe er ihn 1526 mit dem Amt des Großstallmeisters von Frankreich betraute und ihn in den Michaelsorden aufnahm. Weitere Posten, die Jacques Ricard de Genouillac im Laufe seines Lebens bekleiden sollte, waren Lieutenant général in der Guyenne und ab 1546 Gouverneur des Languedoc. Durch seine zahlreichen Ämter am Hof hatte Galiot de Genouillac schon früh ein ordentliches Vermögen angesammelt. Deshalb dachte er ab etwa 1523, vielleicht aber auch schon seit seiner Ernennung zum Seneschall des Quercy 1517, daran, die von seiner Mutter geerbte, alte Burganlage – Tour du Sal genannt – durch einen Neubau zu ersetzen, der seinem gehobenen Stand angemessener war. Nach dem teilweisen Abriss seines Geburtshauses ließ Jacques de Genouillac am gleichen Ort nach Plänen des Toulouser Architekten Nicolas Bachelier bis 1535 ein Schloss im Stil der Renaissance errichten, das von den Neubauten Franz I. im Bois de Boulogne (Schloss Madrid) und in Fontainebleau inspiriert war. Partien des niedergelegten Vorgängerbaus wurden dabei in den Neubau übernommen. Wegen seiner vielen Hofämter und den daraus resultierenden Verpflichtungen weilte der Bauherr jedoch selber nur kurz in seinem neuen Heim; er starb bereits 1546 im Schloss Végennes im Limousin.
Jacques Tochter Jeanne – sein Sohn François war bereits 1544 bei einer der vielen militärischen Unternehmungen Franz’ I. gefallen – heiratete Charles de Crussol, vicomte d’Uzès. Dadurch kam die Seigneurie Assier samt Schloss an die damaligen Vizegrafen und späteren Herzöge von Uzès. Diese hatten jedoch keinerlei Verwendung für den Bau, und das Schloss blieb lange Zeit unbewohnt. Fehlende Unterhaltung des Gebäudes ließ es herunterkommen, bis François Emmanuel de Crussol schließlich drei der vier derweil baufällig gewordenen Schlossflügel am 22. Mai 1768 für 14.000 Livres auf Abbruch an Bauunternehmer verkaufte. Dies geschah, obwohl Prosper Mérimée in seiner Eigenschaft als Inspecteur des monuments historiques de France das Schloss bereits 1841 in die Liste der Monuments historiques aufgenommen hatte. Lediglich der Westtrakt blieb vom Verkauf ausgenommen, da er zu landwirtschaftlichen Zwecken genutzt wurde. Diesen veräußerte François Emmanuel de Crussol am 18. Oktober 1786 mitsamt den zum Schloss gehörigen Ländereien für 6000 Livres an Jean-Gabriel Murat de Montaï.
Ab 1901 fanden erste Erhaltungsmaßnahmen an der noch sichtbaren Bausubstanz statt. Dabei erhielt der Westflügel ein neues Dach, um das Mauerwerk vor weiteren Wasserschäden zu bewahren. Seit dem Jahr 1934 ist das Gebäude im Besitz des französischen Staats. Es wurde restauriert und der Öffentlichkeit zugänglich gemacht.

## Architektur

### Hauptgebäude

Lageplan des Schlosses

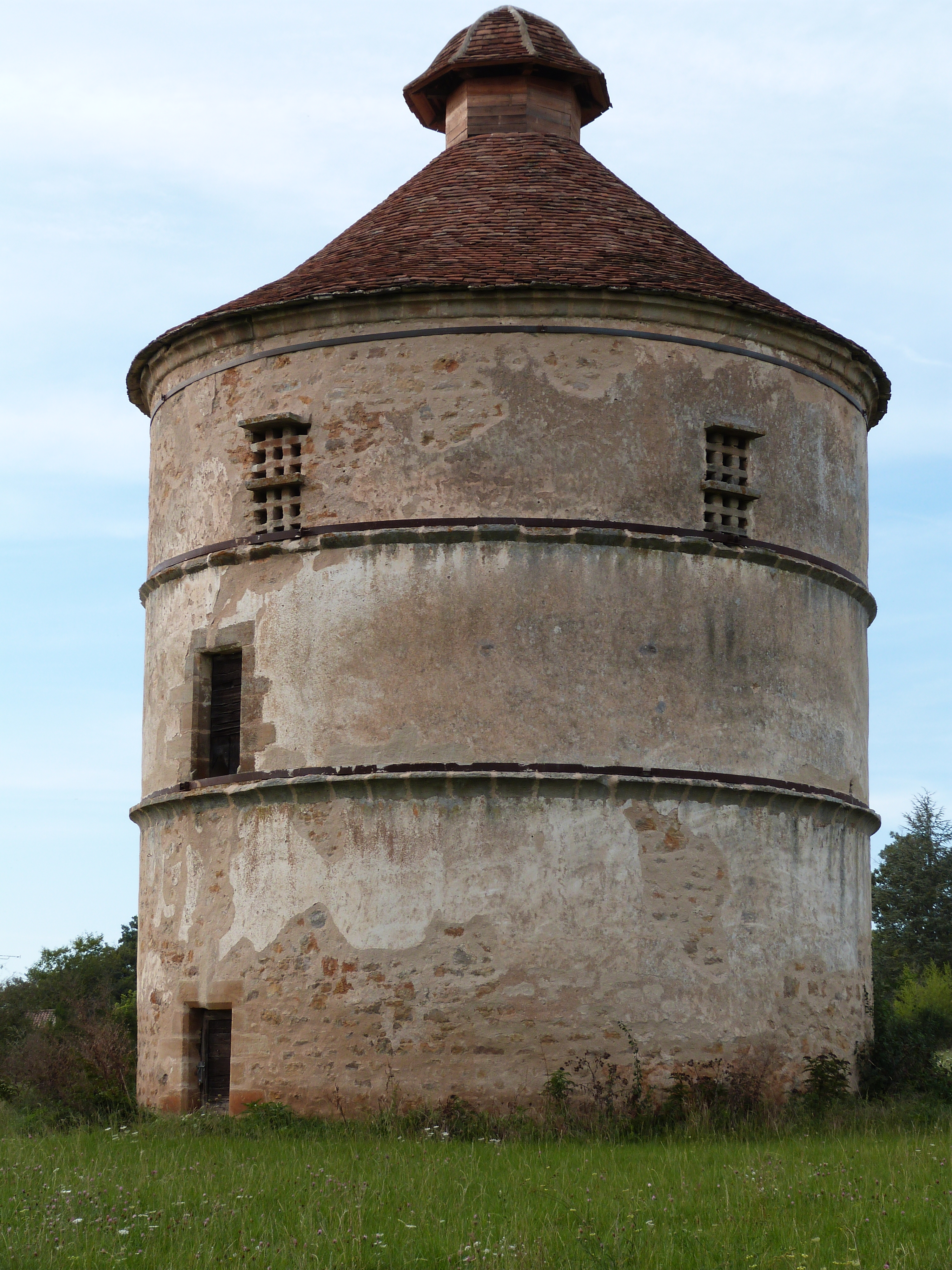
Taubenturm

Schloss Assier war bis zu seinem Teilabbruch eine geschlossene, vierflügelige Renaissanceanlage mit runden Ecktürmen, die Kuppeldächer besaßen. Die Schlossflügel umgaben einen rechteckigen Innenhof, dessen Langseite 40 Meter lang war. Damit folgte die Anlage in ihrer grundlegenden Bauweise noch dem spätmittelalterlichen Kastelltyp, bei dem die Verteidigungsaspekte gegenüber Repräsentations- und Wohnaspekten im Vordergrund standen. Auf der anderen Seite besaß das Schloss schon einige Architekturelemente, die typisch für die Renaissance waren, so zum Beispiel Quer- und Kreuzstockfenster sowie Galerien. Ein italienischer Garten südlich des Gebäudes komplettierte die Anlage. Assier war damit ein gutes Beispiel für den Geschmack jener Zeit, den Übergang von der Gotik zur Renaissance.
Hauptwohnflügel (Logis) mit den herrschaftlichen Appartements war der östliche Gebäudetrakt. Dort befand sich auch ein kleiner Nebeneingang, der durch eine Poterne in der Umfassungsmauer neben dem Jeu de Paume erreichbar war. Der an das Logis grenzende Nordost-Turm beherbergte eine Kapelle, während sich im Südflügel ein großer Festsaal und weitere Wohnräume befanden. Ein Gang verband diesen südlichen Schlosstrakt mit einem vorgelagerten halbrunden Latrinenturm mit einem Durchmesser von sechs Metern.
Die beiden Geschosse des Nordflügels wurden von zwei übereinanderliegenden Galerien gebildet, von denen die untere offen, die im ersten Stockwerk hingegen geschlossen war und eine Kreuzgewölbedecke besaß. Die Galerie im Erdgeschoss maß 36 × 4,60 Meter und wies fünf von Pfeilern getragene Arkaden auf. Von ihr existiert noch die Außenmauer, an der die Ansätze ihrer Gewölbedecke zu erkennen sind.

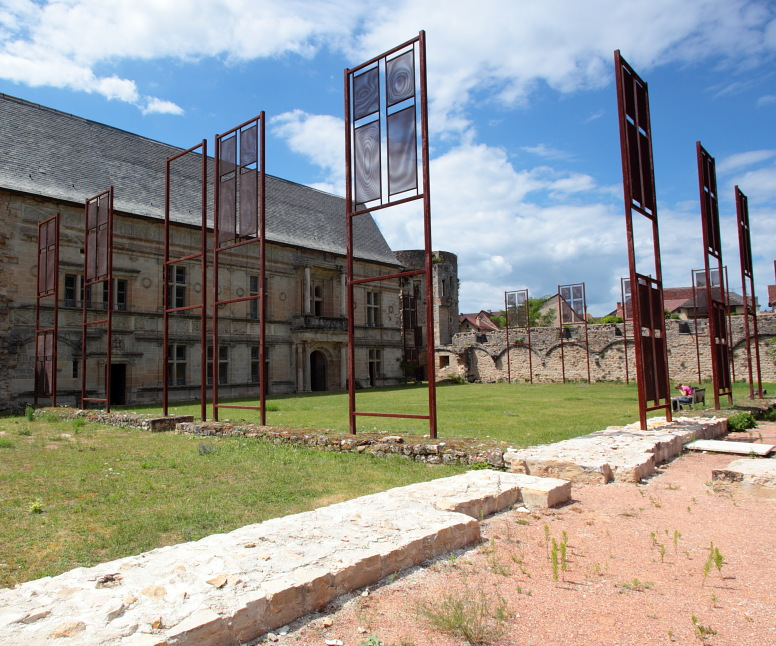
Blick in den Schlosshof

Der einzige weitgehend original erhaltene Teil des Schlosses ist der sieben Meter tiefe Westflügel, dessen leicht abknickendes Satteldach auf Konsolsteinen ruht. Das bis zu neun Fuß dicke Mauerwerk seiner zwei durch einfache Gesimse getrennten Geschosse war früher verputzt und präsentiert sich von außen in sehr schlichten Formen. Neben einer noch unverändert erhaltenen Lukarne mit einer Büste im Feld ihres Dreiecksgiebels ist das einzige aufwändig gestaltete Bauelement das einstige Hauptportal in der Mitte des Flügels. Der Eingang ist, wie in der damaligen Zeit durchaus üblich, zweigeteilt: Es gibt sowohl eine verschließbare Durchfahrt für Kutschen als auch eine kleine Nebentür für Besucher niederen Standes. Der rundbogige Eingang wird von zwei korinthischen Säulen flankiert. Darüber befindet sich eine Nische mit ionischen Säulen zu beiden Seiten, in der sich ehemals ein Reiterstandbild Galiot de Genouillacs befand, das während der Französischen Revolution zerstört wurde. Über den beidseitigen Säulen beginnen dorische Pilaster die über einem Rundbogen ein Gesims sowie einen abschließenden Dreiecksgiebel tragen. An beiden Enden des Westflügels stehen zwei Rundtürme, wobei zwischen dem nordwestlichen Turm und dem nicht vollständig erhaltenen Gebäudetrakt eine mehrere Meter breite Lücke klafft. Der Südwest-Turm – nach seiner ehemaligen Funktion im 18. Jahrhundert Archivturm (französisch Tour des archives) genannt – ist noch gut erhalten und ist von einem Kegeldach abgeschlossen. Er besitzt eine Verbindung zu der Ruine eines südlicher stehenden Wehrturms mit hufeisenförmigem Grundriss, der mir Kanonenturm (französisch Tour à canon) bezeichnet wird.
Durch die mit Kreuzgewölbe ausgestattete Tordurchfahrt gelangt man in den Innenhof des Schlosses. Bis 2012 war dieser von hohen Metallstrukturen umgeben, welche die Positionen der hofseitigen Fenster der niedergelegten Schlossflügel markierten.

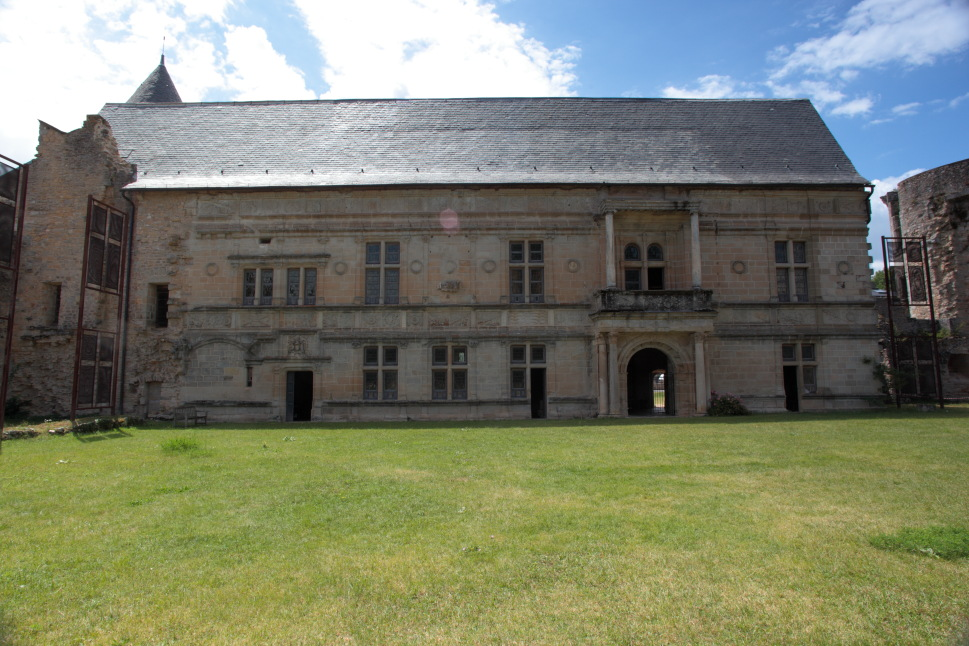
Hoffassade des Westflügels

Die hofseitige Fassade des erhaltenen Westflügels ist deutlich reicher dekoriert als die Außenseite. In zwei aufwändig gestalteten Friesen aus Kalkstein finden sich Motive wie Schwert, Kanonen, Wehrgehänge und Harnisch sowie die Kette des Michaelordens, aber auch Reliefs mit den Taten des Herakles und erinnern damit an die erfolgreiche Karriere des Erbauers. Die gleichen militärischen Motive finden sich auch im Außenfries der 1540 begonnenen Kirche Saint-Pierre in der Ortsmitte von Assier, die ebenfalls durch Galiot de Genouillac errichtet wurde. Über dem Portal findet sich ein von vier korinthischen Säulen getragener Balkon mit einer reich reliefierten Balustrade aus Haustein. Zwei ionische Säulen tragen sein Dach. An dieser Loggia findet sich die 1954 bei Instandsetzungsarbeiten wiederentdeckte Jahreszahl 1535, die vom Ende der Bauarbeiten am Schloss kündet. In den Feldern zwischen den Fenstern des Obergeschosses fanden sich früher– umgeben von Pilastern und Festons – Reliefporträts römischer Kaiser auf Terrakotta-Medaillons aus der Werkstatt Girolamo della Robbias. Von ihnen ist nur noch eines vor Ort erhalten, vier weitere befinden sich heute im Louvre und eines im Londoner Victoria and Albert Museum.

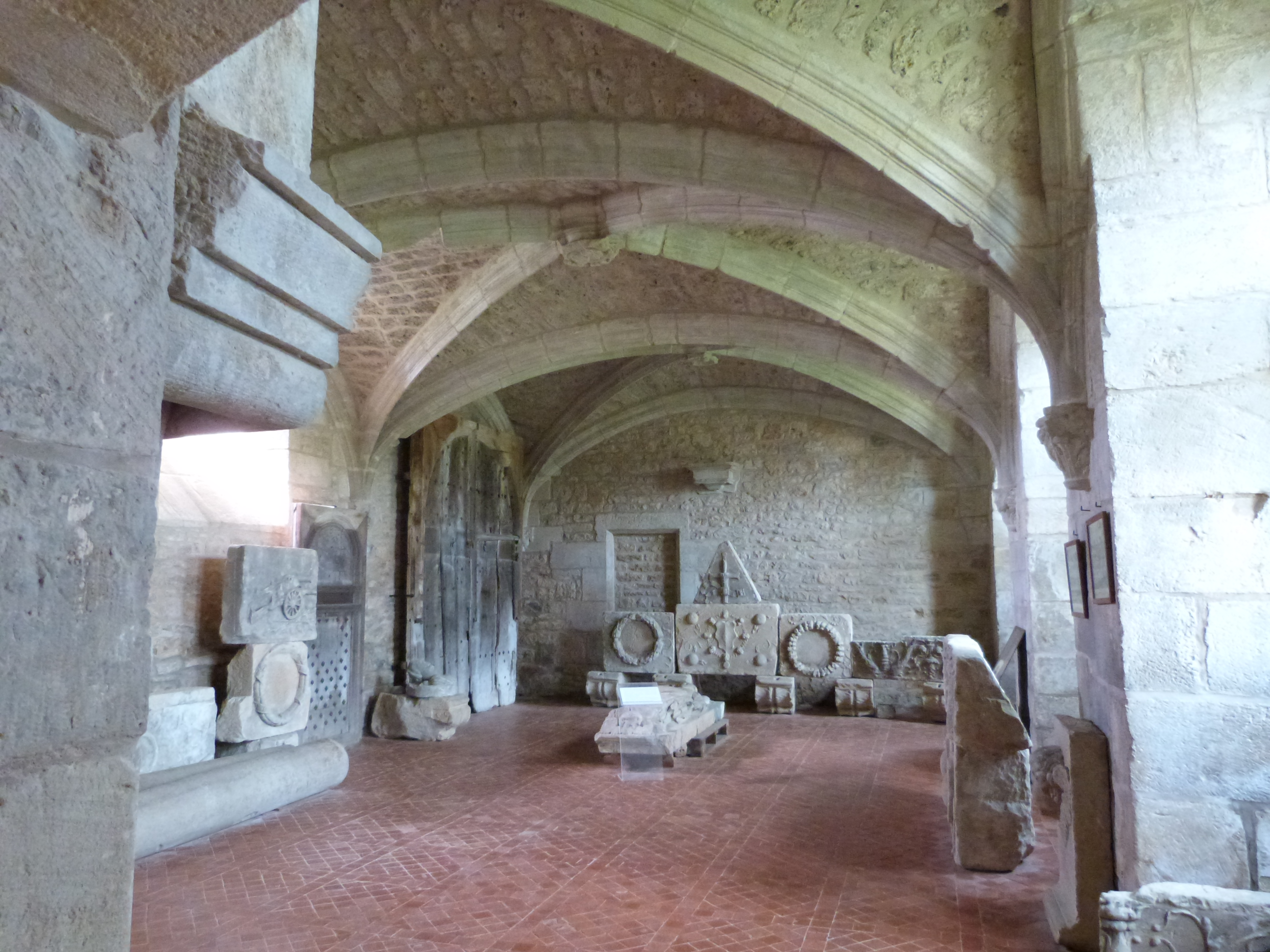
Großer Saal im Erdgeschoss des Westflügels

Eine kleine Tür, über der das steinerne Wappen Jacques Ricard de Gourdon de Genouillacs prangt, gelangt der Besucher in das Treppenhaus des erhaltenen Flügels. Die Treppe gehörte seinerzeit zum „neuen Stil“, das heißt, sie war keine Wendeltreppe mehr, wie sie im Mittelalter üblich war, sondern besaß gerade Läufe. Im Erdgeschoss ist in einem großen Saal mit Spitzbogengewölbe ein kleines Museum mit gefundenen Resten des Skulpturenschmucks des Schlosses sowie eine Ausstellung zu Galiot de Genouillac untergebracht. Die unzerstörte Anlage besaß drei Treppenhäuser dieser Art, wobei die beiden nicht mehr erhaltenen größer waren als jenes im Eingangsflügel. Zusätzlich konnten die oberen Geschosse durch zwei Treppentürme im Innenhof erreicht werden. Das Treppenhaus besitzt ähnlich aufwändige skulptierte Dekorationen wie die Hoffassade. Darüber hinaus findet man dort auch in zahlreichen Schreibvarianten die Devise des Bauherrn J’aime fort’une, das auf zweifache Weise gelesen werden kann: als „Ich liebe besonders eine“ (französisch J’aime fort une) und damit als Liebeserklärung an eine Frau oder als Anspielung auf seine Vorliebe für Reichtum (J’aime fortune).
Von dem Mobiliar, das im 18. Jahrhundert durch Verkäufe in alle Winde zerstreut wurde, und der einst so prachtvollen Innenausstattung zeugt nur noch eine im Museum zu sehende Tür mit Holzintarsien, welche die Kette des Michaelordens und das Wappen Galiot de Genouillacs zeigt.

### Nebengebäude
Zur Schlossanlage gehörten diverse Nebengebäude, von denen heute noch einige erhalten sind. Dazu gehört ein Wohnhaus für Bedienstete (44° 40′ 31,4″ N, 1° 52′ 47,9″ O), das in späterer Zeit als Scheune genutzt wurde und den Namen Grange de Bargues trägt, sowie ein Taubenturm (44° 40′ 43,4″ N, 1° 52′ 52,7″ O), der mit seinen 2300 Nistlöchern der größte im Quercy ist. Beide Gebäude stammen aus dem 16. Jahrhundert und wurden ebenfalls als Monument historique anerkannt.
Weitere noch existente, zum Schloss gehörige Gebäude sind der langgestreckte Marstall am östlichen Zufahrtsweg (44° 40′ 28,4″ N, 1° 52′ 37,6″ O), das einstige Schlachthaus und eine alte Wassermühle (44° 40′ 30,2″ N, 1° 52′ 46″ O), die gleichfalls unter Denkmalschutz steht.
Die ehemalige Schmiede – Marinet genannt – war zwar 1839 noch vorhanden, ist heutzutage aber verschwunden. Auch die nördlich des Hauptgebäudes gelegene Halle für das Jeu de Paume ist nicht mehr erhalten.